# Tolidostena taiwana
Tolidostena taiwana es una especie de coleóptero de la familia Mordellidae.

## Distribución geográfica
Habita en la Isla de Taiwán.